# Born Slippy .NUXX
Born Slippy .NUXX è un singolo musicale del 1996 del gruppo di musica elettronica Underworld.
Il singolo fu preceduto nel gennaio 1995 da Born Slippy, che mostrava tra le sue B-Side un remix chiamato ".NUXX". Born Slippy è una canzone completamente priva di testo, mentre il remix ".NUXX" presentava l'aggiunta di un breve testo, oltre che un ritmo molto più serrato. Il gruppo in seguito dichiarò che quel particolare remix era stato creato "per scherzo".
Born Slippy .NUXX fu distribuito come singolo proprio nei primi mesi del 1996, dopo essere stato inserito nella colonna sonora del film Trainspotting di Danny Boyle, dove si ascoltava come sottofondo nella scena finale. In seguito all'immensa popolarità ottenuta dal film, il brano ottenne un incredibile successo riuscendo a salire fino alla posizione numero due della classifica britannica nel luglio 1996. Nello stesso anno venne inserito nella colonna sonora del film italiano Il ciclone di Leonardo Pieraccioni, ma esclusivamente nella versione cinematografica e in quella in VHS. In seguito il brano è comparso in numerose compilation e remix.
In seguito il singolo fu nuovamente distribuito nel 1999 in Francia e Germania per promuovere l'uscita del nuovo album, e nuovamente nel 2003 in concomitanza dell'uscita del greatest hits 1992-2002 del gruppo.

## Tracce (1996)

### CD: Junior Boy's Own / JBO 44 CDS1 (UK)
1. Born Slippy .NUXX (Extended) – 11:35
2. Born Slippy .NUXX (Deep Pan) – 9:58
3. Born Slippy .NUXX (Darren Price Mix) – 6:28
4. Born Slippy .NUXX (Darren Price Remix) – 8:09

### CD: Junior Boy's Own / JBO 44 CDS2 (UK)
1. Born Slippy .NUXX (short) – 4:24
2. Dark & Long (Dark Train) – 10:23
3. Banstyle (Alex Reece Mix) – 5:39

### 12": Junior Boy's Own / JBO 44 (UK)
1. Born Slippy .NUXX (Extended) – 11:35
2. Born Slippy .NUXX (Darren Price Remix) – 8:09
3. Banstyle (Alex Reece Mix) – 5:39

### 3x12": Junior Boy's Own / Logic / BMG Ariola / 74321-39599-1 (Germany)
1. Born Slippy .NUXX (Extended) – 11:35
2. Born Slippy .NUXX (Darren Price Mix) [... remix] – 6:28
3. Born Slippy .NUXX (Deep Pan) – 9:58
4. Banstyle (Alex Reece Mix) – 5:39
5. Born Slippy .NUXX (short ii) [... short] – 3:45
6. Born Slippy .NUXX (Darren Price Remix) [... remix 2] – 8:09

### 2xCD: Junior Boy's Own / Logic / BMG Ariola / 74321-39599-2 (Germany)
1. Born Slippy .NUXX (short ii) [... short] – 3:45
2. Born Slippy .NUXX (Extended) – 11:35
3. Born Slippy .NUXX (Darren Price Mix) [... remix] – 6:28
4. Born Slippy .NUXX (Darren Price Remix) [... remix 2] – 8:09
5. Born Slippy .NUXX (Deep Pan) – 9:58
6. Banstyle (Alex Reece Mix) – 5:39

### CD: Junior Boy's Own / Logic / Dance Pool / 663629-2 (Australia)
1. Born Slippy .NUXX (short ii) – 3:45
2. Born Slippy .NUXX (Darren Price Mix) – 6:28
3. Born Slippy .NUXX (Darren Price Remix) – 8:09
4. Born Slippy .NUXX (Deep Pan) – 9:58
5. Banstyle (Alex Reece Mix) – 5:39

### 3x12": WaxTrax! TVT / 8731-0 (USA)
1. Born Slippy .NUXX (Extended) – 11:35
2. Born Slippy .NUXX (Deep Pan) – 9:58
3. Born Slippy .NUXX (Darren Price Mix) – 6:28
4. Born Slippy .NUXX (Darren Price Remix) – 8:11
5. Dark & Long (Dark Train) – 10:23
6. Banstyle (Alex Reece Mix) – 5:39

### CD: WaxTrax! TVT / 8745-2 (USA)
1. Born Slippy .NUXX (Extended) – 11:35
2. Born Slippy .NUXX (Deep Pan) – 9:58
3. Born Slippy .NUXX (Darren Price Mix) – 6:28
4. Born Slippy .NUXX (Darren Price Remix) – 8:11
5. Born Slippy .NUXX (short) – 4:23
6. Dark & Long (Dark Train) – 10:23
7. Banstyle (Alex Reece Mix) – 5:39

## Tracce (2002)

### 2xCD: Junior Boy's Own / V2;? (GER)
1. born slippy.NUXX (short)
2. born slippy.NUXX (NUXX mix)
3. born slippy.NUXX (darren price remix)
4. born slippy.NUXX (darren price remix 2)
5. born slippy.NUXX (deep pan)
6. banstyle (alex reece mix)
7. dark + long (dark train)

### 2xCD: Junior Boy's Own / V2; JBO5005603 (FR) Part 1/2
1. born slippy.NUXX (short)
2. born slippy.NUXX (NUXX mix)
3. born slippy.NUXX (darren price remix)

### 2xCD: Junior Boy's Own / V2; JBO5005613 (FR) Part 2/2
1. born slippy.NUXX (darren price remix 2)
2. born slippy.NUXX (deep pan)
3. banstyle (alex reece mix)
4. dark + long (dark train)

## Classifiche
| Paese             | Posizione più alta |
| ----------------- | ------------------ |
| Australia         | 20                 |
| Austria           | 20                 |
| Belgio (Fiandre)  | 4                  |
| Belgio (Vallonia) | 16                 |
| Finlandia         | 17                 |
| Germania          | 13                 |
| Irlanda           | 5                  |
| Islanda           | 3                  |
| Italia            | 1                  |
| Paesi Bassi       | 30                 |
| Regno Unito       | 2                  |
| Svezia            | 51                 |